# Dreamcast Developement Kit
El Dreamcast Development Kit es una herramienta que permite a los programadores crear aplicaciones o juegos para la SEGA Dreamcast.
Esta herramienta fue vendida por SEGA Enterprises Ltd desde 1998 hasta 2001 por un precio aproximado de 800 $. Aún se pueden encontrar a la venta en sitios como eBay algunos de estos paquetes. Dado a su bajo precio, muchísimas unidades fueron vendidas en el margen de venta, y aún se siguen creando juegos para esta plataforma, además de las unidades que regaló SEGA a pequeños estudios para una mejor programación. Este sistema puede ser usado como una SEGA Dreamcast, además tiene un conmutador con el cual se puede elegir la región del DDK. Incluía un disco duro SCSI de 8 Gb para almacenar los proyectos.
El equipo típico de un desarrollador de Dreamcast solía ser el siguiente:
- KT-001, Dreamcast Development Kit
- HKT-0300, Dreamcast Sound Box
- HKT-04, Dreamcast GD Writer

## Dreamcast Sound Box
La Dreamcast Sound Box permitía a los desarrolladores de Dreamcast crear sonido para sus juegos. Esta tenía salida de audio compuesto para la conexión a un equipo de alta fidelidad, salida/entrada MIDI para el desarrollo de sonido MIDI a través, por ejemplo, de una guitarra, y un puerto SCSI a través del cual se conectaba al Dreamcast Development Kit o a un Apple Power Macintosh 6800/6800r.

## Dreamcast Gigabyte-Disc Writer
Dispositivo grabador de Gigabyte-Disc para grabar contenidos desde el Dreamcast Development Kit. Se conectaba al DDK a través del puerto SCSI. Los discos utilizados eran los GD-R desarrollados por SEGA. Aunque este es un dispositivo importante por ejemplo para enviar una "beta" del juego al distribuidor, el DDK incluía un emulador de GD-ROM por hardware, el cual era el más usado.

## Especificaciones
El DDK tenía dos CPU HITACHI SH4, y una CPU HITACHI SH2 como procesadores principales; 32 MiB de memoria RAM; un lector de GD-ROM interno; cuatro puertos de controlador de Dreamcast; más conectores traseros para TV, monitor, audio, puerto de teléfono para el módem de 56 kbit/s, SCSI etc. Además tenía una tarjeta de emulación de GD-ROM por hardware y tarjeta VGA integrada. Para usar el DDK como estación de desarrollo se tenía que conectar a un PC con Microsoft Windows 98 o superior. Para jugar como una Dreamcast, simplemente se había de conectar a una TV / Monitor. Venía con el Katana Development Software, que contenía el Metroworks Codewarrior for Dreamcast, para la programación en C/C++/ASM y aplicaciones creadas por SEGA.

## Lo que se dice del DDK
Según la mayoría de coleccionistas de consolas, esta es la mejor estación de desarrollo comparadas con otras de Nintendo, Sony etc. Tenía un precio muy bajo para este tipo de aparato (el SDK de XBOX llega a los 10000 euros), además de ser pequeño y fácil de usar. Algo que la mayoría de desarrolladores de videoconsola se pueden permitir, mientras un desarrollador principiante de XBOX se tendría que gastar 10000 euros, uno de Dreamcast con 400 euros podría encontrar uno, además se venden los GD-R entre 4 y 10 euros la unidad.